# Woodhorn
Woodhorn är en ort i civil parish Newbiggin by the Sea, i grevskapet Northumberland i England. Orten är belägen 11 km från Morpeth. Woodhorn var en civil parish fram till 1935 när blev den en del av Newbiggin by the Sea och Ashington. Civil parish hade 219 invånare år 1931.